# Kate Reid
Daphne Katherine Reid, OC (Londres, 4 de novembro 1930 – 27 Março de 1993) foi uma atriz de teatro, televisão e cinema, natural da Inglaterra e naturalizada no Canadá. Ela atuou em mais de mil papéis, sendo alguns dos mais famosos sua atuação na peça Death of a Salesman, no filme de 1980 Atlantic City, e em episódios do programa de TV Dallas. Ela foi descrita no livro Inspiring Women: A Celebration of Herstory como "send considerada, em geral, a melhor atriz já desenvolvida no Canadá".

## Vida e carreira
Reid nasceu em 4 de novembro de 1930 em Londres, Inglaterra, filha de pais canadenses, Helen Isabel e Walter Clarke Reid, um coronel aposentado que fora um lanceiro de Bengala do exército indiano. Enquanto Reid ainda era jovem, ela e sua família emigraram para Oakville, Ontário.
Ela frequentou o Colégio Havergal em Toronto e estudou em uma universidade em Londres. Depois disto, estudou atuação em uma escola de arte performática no Canadá. Ela teve uma carreira extensa e variada no cinema, televisão e teatro, tanto no Canadá quanto nos Estados Unidos. Seus papéis no teatro incluíram Lady Macbeth em Macbeth, Katharina em The Taming of the Shrew, Henny em Bosoms and Neglect e Martha em Who's Afraid of Virginia Woolf.
Reid interpretou a mãe dominadora da personagem de Natalie Wood no filme de 1966 This Property Is Condemned, embora ela ser apenas sete anos mais velha que Wood; suas outras aparições no cinema incluíram papéis em The Andromeda Strain (1971), A Delicate Balance (1973), Equus (1977), Death Ship e Atlantic City (ambos em 1980). Ela também interpretou a tia de Ray Krebbs, Lil Trotter, em Dallas, no início da década de 1980, além de aparecer em episódios de Scarecrow and Mrs. King e Columbo.
Os dois casamentos de Reid, com Michael Sadlier e Austin Willis, terminaram em divórcio. Ela teve dois filhos, Reid e Robin Willis; e duas netas, Jessica e Mackenzie Willis. Reid morreu de câncer em Stratford, Ontário, aos 62 anos, em 1993.

## Filmografia
| Ano  | Título                                          | Papel                                            | Notas                 |
| ---- | ----------------------------------------------- | ------------------------------------------------ | --------------------- |
| 1957 | A Dangerous Age                                 | Mãe de Nancy                                     |                       |
| 1961 | One Plus One                                    | Julia Bradley                                    | Segmento "Homecoming" |
| 1966 | This Property is Condemned                      | Hazel Starr                                      |                       |
| 1967 | The Paper People                                | Rosamund Davis                                   |                       |
| 1968 | The Best Damn Fiddler from Calabogie to Kaladar | Glad                                             |                       |
| 1971 | The Sidelong Glances of a Pigeon Kicker         | Mãe de Jonathan                                  |                       |
| 1971 | Columbo, Episódio: Dead Weight                  | Sra. Walters                                     |                       |
| 1971 | The Andromeda Strain                            | Dra. Ruth Leavitt                                |                       |
| 1973 | The Rainbow Boys                                | Gladys                                           |                       |
| 1973 | A Delicate Balance                              | Claire                                           |                       |
| 1976 | Shoot                                           | Sra. Graham                                      |                       |
| 1977 | Equus                                           | Margaret Dysart                                  |                       |
| 1979 | Plague                                          | Dra. Jessica Morgan, diretora do McNaughton Labs |                       |
| 1979 | Crossbar                                        | Clare Kornylo                                    | Filme para TV         |
| 1980 | Death Ship                                      | Sylvia                                           |                       |
| 1980 | Double Negative                                 | Sra. Swanscutt                                   |                       |
| 1980 | Atlantic City                                   | Grace                                            |                       |
| 1981 | Circle of Two                                   | Doutora Emily Reid                               |                       |
| 1982 | Monkey Grip                                     | Peggy                                            |                       |
| 1982 | Hightpoint                                      | Sra. Hatcher                                     |                       |
| 1984 | The Blood of Others                             | Madame Blomart                                   |                       |
| 1985 | Heaven Help Us                                  | Avó                                              |                       |
| 1985 | Death of a Salesman                             | Linda Loman                                      | Filme para TV         |
| 1986 | Fire with Fire                                  | Irmã Victoria                                    |                       |
| 1987 | Control                                         | Camille Dupont                                   |                       |
| 1988 | Sweet Hearts Dance                              | Pearne Manners                                   |                       |
| 1989 | Signs of Life                                   | Sra. Wrangway                                    |                       |
| 1989 | Bye Bye Blues                                   | Mary Wright                                      |                       |
| 1991 | Deceived                                        | Rosalie                                          |                       |

## Honras e prêmios
- Oficial da Ordem do Canadá (1974)
- Prêmios ACTRA e Dora Mavor Moore (1980 e 1981, respectivamente)
- Prêmio Earle Grey (1988)
- Diplomas honorários da Universidade de York (1970) e da Universidade de Toronto (1989)